# 塔斯马尼亚州地理
塔斯马尼亚州位于澳大利亚大陆东南，面积6.83万平方公里，为澳大利亚面积最小的州。

## 地貌
塔斯马尼亚主岛略呈三角形。与澳大利亚大陆以巴斯海峡相隔。主岛周边岛屿有布鲁尼岛，金岛与弗林德斯岛等。塔斯马尼亚岛地面崎岖。

## 水文
主要河流有德文特河、胡昂河、他玛河、默西河等。

## 气候
塔斯马尼亚岛气候湿润。

## 自然资源

### 生物资源
主要植物有山毛榉等。动物有袋鼬、斑袋鼬等

### 矿产资源
塔斯马尼亚主要有锡、铁、铅、锌、铜等矿藏。